# Маріо Баллері
Маріо Баллері (італ. Mario Balleri, 17 вересня 1902 — 9 березня 1962) — італійський академічний веслувальник.
Срібний призер Олімпійських Ігор 1932 року в складі вісімки.
Чемпіон Європи 1929 року в складі вісімки, срібний призер 1930, 1931, 1933 років у складі вісімки.